# Старе Шпакі
Старе Шпакі (пол. Stare Szpaki) — село в Польщі, у гміні Стара Корниця Лосицького повіту Мазовецького воєводства. Населення — 302 особи (2011).

## Історія
За даними етнографічної експедиції 1869—1870 років під керівництвом Павла Чубинського, у селі Шпаки переважно проживали греко-католики, які розмовляли українською мовою.
У 1975—1998 роках село належало до Білопідляського воєводства.

## Демографія
Демографічна структура станом на 31 березня 2011 року:
|          | Загалом | Допрацездатний вік | Працездатний вік | Постпрацездатний вік |
| -------- | ------- | ------------------ | ---------------- | -------------------- |
| Чоловіки | 156     | 33                 | 92               | 31                   |
| Жінки    | 146     | 31                 | 65               | 50                   |
| Разом    | 302     | 64                 | 157              | 81                   |